# Esgrima nos Jogos Europeus de 2015 - Florete individual masculino
A competição do florete individual masculino foi um dos eventos da esgrima nos Jogos Europeus de 2015, em Baku, no Azerbaijão. Foi disputada no Baku Crystal Hall no dia 25 de junho.

## Calendário
Horário de verão do Azerbaijão (UTC+5).
| Data        | Horário | Fase             |
| ----------- | ------- | ---------------- |
| 25 de junho | 09:00   | Primeira fase    |
| 25 de junho | 11:10   | Segunda fase     |
| 25 de junho | 12:40   | Oitavas de final |
| 25 de junho | 13:40   | Quartas de final |
| 25 de junho | 18:15   | Semifinal        |
| 25 de junho | 19:30   | Final            |

## Medalhistas
| Ouro   | ITA Alessio Foconi                                   |
| Prata  | RUS Timur Arslanov                                   |
| Bronze | ITA Francesco Ingargiola FRA Jean-Paul Tony Helissey |

## Resultados

### Primeira fase
Os resultados da primeira fase foram os seguintes.

#### Grupo A
| Ent | Esgrimista                  | Hungria | Chéquia | Ucrânia | Reino Unido | Alemanha | França | V | L | V/B   | PM | PS | Diff. | CG | CF |
| --- | --------------------------- | ------- | ------- | ------- | ----------- | -------- | ------ | - | - | ----- | -- | -- | ----- | -- | -- |
| 24  | HUN András Németh           |         | 1       | 3       | V           | 3        | 4      | 1 | 5 | 0.200 | 16 | 21 | –5    | 5  | 30 |
| 1   | CZE Alexander Choupenitch   | V       |         | 4       | V           | V        | V      | 4 | 5 | 0.800 | 24 | 14 | 10    | 1  | 4  |
| 13  | UKR Klod Yunes              | V       | V       |         | V           | 3        | 4      | 3 | 5 | 0.600 | 22 | 20 | 2     | 3  | 14 |
| 25  | GBR Benjamin Peggs          | 1       | 3       | 3       |             | 3        | 3      | 0 | 5 | 0.000 | 13 | 25 | –12   | 6  | 35 |
| 34  | GER Alexander Kahl          | V       | 3       | V       | V           |          | 3      | 3 | 5 | 0.600 | 21 | 19 | 2     | 4  | 15 |
| 12  | FRA Jean-Paul Tony Helissey | V       | 2       | V       | V           | V        |        | 4 | 5 | 0.800 | 22 | 19 | 3     | 2  | 7  |

#### Grupo B
| Ent | Esgrimista         | Alemanha | Reino Unido | Rússia | Polónia | Áustria | Israel | V | L | V/B   | PM | PS | Diff. | CG | CF |
| --- | ------------------ | -------- | ----------- | ------ | ------- | ------- | ------ | - | - | ----- | -- | -- | ----- | -- | -- |
| 33  | GER Niklas Uftring |          | V           | 2      | V       | 4       | 0      | 2 | 5 | 0.400 | 16 | 20 | –4    | 4  | 27 |
| 22  | GBR Alex Tofalides | 1        |             | 3      | 4       | 4       | V      | 1 | 5 | 0.200 | 17 | 23 | –6    | 5  | 31 |
| 2   | RUS Timur Safin    | V        | V           |        | V       | 4       | 2      | 3 | 5 | 0.600 | 21 | 15 | 6     | 3  | 10 |
| 26  | POL Jakub Surwiłło | 4        | V           | 0      |         | 3       | 1      | 1 | 5 | 0.200 | 13 | 24 | –11   | 6  | 33 |
| 14  | AUT René Pranz     | V        | V           | V      | V       |         | V      | 5 | 5 | 1.000 | 25 | 19 | 6     | 1  | 2  |
| 11  | ISR Tomer Or       | V        | 3           | V      | V       | 4       |        | 3 | 5 | 0.600 | 22 | 13 | 9     | 2  | 8  |

#### Grupo C
| Ent | Esgrimista                | Turquia | Itália | Polónia | Rússia | França | Reino Unido | V | L | V/B   | PM | PS | Diff. | CG | CF  |
| --- | ------------------------- | ------- | ------ | ------- | ------ | ------ | ----------- | - | - | ----- | -- | -- | ----- | -- | --- |
| 23  | TUR Tevfik Burak Babaoğlu |         | 3      | V       | 2      | V      | 3           | 2 | 5 | 0.400 | 18 | 20 | –2    | =3 | =21 |
| 32  | ITA Damiano Rosatelli     | V       |        | 4       | V      | 4      | V           | 3 | 5 | 0.600 | 23 | 20 | 3     | 2  | 13  |
| 27  | POL Michał Janda          | 3       | V      |         | 2      | 3      | V           | 2 | 5 | 0.400 | 18 | 20 | –2    | =3 | =21 |
| 15  | RUS Timur Arslanov        | V       | 3      | V       |        | V      | V           | 4 | 5 | 0.800 | 23 | 12 | 11    | 1  | 3   |
| 10  | FRA Maxime Pauty          | 2       | V      | V       | 1      |        | 3           | 2 | 5 | 0.400 | 16 | 22 | -6    | 6  | 28  |
| 3   | GBR Richard Kruse         | V       | 4      | 1       | 2      | V      |             | 2 | 5 | 0.400 | 17 | 21 | –4    | 5  | 26  |

#### Grupo D
| Ent | Esgrimista                      | Alemanha | Roménia | Polónia | Itália | Grécia | Reino Unido | V | L | V/B   | PM | PS | Diff. | CG | CF  |
| --- | ------------------------------- | -------- | ------- | ------- | ------ | ------ | ----------- | - | - | ----- | -- | -- | ----- | -- | --- |
| 21  | GER Georg Dörr                  |          | V       | V       | V      | 3      | 2           | 3 | 5 | 0.600 | 20 | 19 | 1     | 3  | =17 |
| 28  | ROU Radu Dărăban                | 4        |         | 2       | 4      | 2      | 2           | 0 | 5 | 0.000 | 14 | 25 | –11   | 6  | 34  |
| 9   | POL Leszek Rajski               | 1        | V       |         | V      | V      | V           | 4 | 5 | 0.800 | 21 | 14 | 7     | 1  | 5   |
| 4   | ITA Alessio Foconi              | 4        | V       | 2       |        | V      | V           | 3 | 5 | 0.600 | 21 | 16 | 5     | 2  | 12  |
| 36  | GRE Nikolaos Kontochristopoulos | V        | V       | 2       | 2      |        | V4          | 3 | 5 | 0.600 | 18 | 18 | 0     | 4  | 20  |
| 16  | GBR Marcus Mepstead             | V        | V       | 3       | 0      | 3      |             | 2 | 5 | 0.400 | 16 | 18 | –2    | 5  | 24  |

#### Grupo E
| Ent | Esgrimista               | Rússia | Bielorrússia | França | Polónia | Itália | Croácia | V | L | V/B   | PM | PS | Diff. | CG | CF  | RT |
| --- | ------------------------ | ------ | ------------ | ------ | ------- | ------ | ------- | - | - | ----- | -- | -- | ----- | -- | --- | -- |
| 8   | RUS Dmitry Zherebchenko  |        | V            | 3      | V       | 2      | V       | 3 | 5 | 0.600 | 20 | 19 | 1     | 3  | =17 |    |
| 20  | BLR Siarhei Byk          | 2      |              | 3      | 3       | V      | 4       | 1 | 5 | 0.200 | 17 | 22 | –5    | 5  | 29  |    |
| 5   | FRA Vincent Simon        | V      | V            |        | V       | 1      | V       | 4 | 5 | 0.800 | 21 | 15 | 6     | 1  | 6   |    |
| 18  | POL Paweł Kawiecki       | 4      | V            | 2      |         | 0      | 2       | 1 | 5 | 0.200 | 13 | 23 | –10   | 6  | 32  |    |
| 30  | ITA Francesco Ingargiola | V      | 2            | V      | V       |        | 4       | 3 | 5 | 0.600 | 21 | 13 | 8     | 2  | 9   |    |
| 29  | CRO Bojan Jovanović      | 3      | V            | 2      | V       | V      |         | 3 | 5 | 0.600 | 20 | 20 | 0     | 4  | 19  |    |

#### Grupo F
| Ent | Esgrimista             | Itália | Eslováquia | Alemanha | Dinamarca | Rússia | França | V | L | V/B   | PM | PS | Diff. | CG | CF |
| --- | ---------------------- | ------ | ---------- | -------- | --------- | ------ | ------ | - | - | ----- | -- | -- | ----- | -- | -- |
| 6   | ITA Lorenzo Nista      |        | V          | V        | 4         | 3      | V      | 3 | 5 | 0.600 | 22 | 17 | 5     | 2  | 11 |
| 35  | SVK David Végh         | 1      |            | 3        | 3         | 1      | 2      | 0 | 5 | 0.000 | 10 | 25 | –15   | 6  | 36 |
| 31  | GER Mark Perelmann     | 4      | V          |          | V         | 3      | V      | 3 | 5 | 0.600 | 22 | 21 | 1     | 3  | 16 |
| 19  | DEN Alexander Tsoronis | V      | V          | 4        |           | 3      | 2      | 2 | 5 | 0.400 | 19 | 22 | –3    | 5  | 25 |
| 7   | RUS Aleksey Khovansky  | V      | V          | V        | V         |        | V      | 5 | 5 | 1.000 | 25 | 11 | 14    | 1  | 1  |
| 17  | FRA Baptiste Mourrain  | 2      | V          | 4        | V         | 1      |        | 2 | 5 | 0.400 | 17 | 19 | –2    | 4  | 23 |

### Fase final
Os resultados finais se deram da seguinte maneira.

#### Final
|  | Final |                    |    |
|  |       |                    |    |
|  | 12    | ITA Alessio Foconi | 15 |
|  | 3     | RUS Timur Arslanov | 11 |

#### Metade superior
|  | Segunda fase | Segunda fase                    | Segunda fase |  |  | Oitavas de final | Oitavas de final          | Oitavas de final         |    |    | Quartas de fnal    | Quartas de fnal          | Quartas de fnal |  |  | Semifinal | Semifinal | Semifinal |
|  |              |                                 |              |  |  |                  |                           |                          |    |    |                    |                          |                 |  |  |           |           |           |
|  |              |                                 |              |  |  |                  |                           |                          |    |    |                    |                          |                 |  |  |           |           |           |
|  |              |                                 |              |  |  | 1                | RUS Aleksey Khovansky     | 10                       |    |    |                    |                          |                 |  |  |           |           |           |
|  | 17           | GER Georg Dörr                  | 15           |  |  | 17               | GER Georg Dörr            | 15                       |    |    |                    |                          |                 |  |  |           |           |           |
|  | 16           | GER Mark Perelmann              | 8            |  |  |                  |                           |                          |    | 17 | GER Georg Dörr     | 11                       |                 |  |  |           |           |           |
|  | 9            | ITA Francesco Ingargiola        | 15           |  |  |                  | 9                         | ITA Francesco Ingargiola | 15 |    |                    |                          |                 |  |  |           |           |           |
|  | 24           | GBR Marcus Mepstead             | 14           |  |  | 9                | ITA Francesco Ingargiola  | 15                       |    |    |                    |                          |                 |  |  |           |           |           |
|  | 25           | DEN Alexander Tsoronis          | 15           |  |  | 25               | DEN Alexander Tsoronis    | 7                        |    |    |                    |                          |                 |  |  |           |           |           |
|  | 8            | ISR Tomer Or                    | 12           |  |  |                  |                           |                          |    |    | 9                  | ITA Francesco Ingargiola | 14              |  |  |           |           |           |
|  | 5            | POL Leszek Rajski               | 15           |  |  |                  | 12                        | ITA Alessio Foconi       | 15 |    |                    |                          |                 |  |  |           |           |           |
|  | 28           | FRA Maxime Pauty                | 14           |  |  | 5                | POL Leszek Rajski         | 14                       |    |    |                    |                          |                 |  |  |           |           |           |
|  | 21           | POL Michał Janda                | 9            |  |  | 12               | ITA Alessio Foconi        | 15                       |    |    |                    |                          |                 |  |  |           |           |           |
|  | 12           | ITA Alessio Foconi              | 15           |  |  |                  |                           |                          |    | 12 | ITA Alessio Foconi | 15                       |                 |  |  |           |           |           |
|  | 13           | ITA Damiano Rosatelli           | 15           |  |  |                  | 13                        | ITA Damiano Rosatelli    | 12 |    |                    |                          |                 |  |  |           |           |           |
|  | 20           | GRE Nikolaos Kontochristopoulos | 7            |  |  | 13               | ITA Damiano Rosatelli     | 15                       |    |    |                    |                          |                 |  |  |           |           |           |
|  |              |                                 |              |  |  | 4                | CZE Alexander Choupenitch | 14                       |    |    |                    |                          |                 |  |  |           |           |           |
|  |              |                                 |              |  |  |                  |                           |                          |    |    |                    |                          |                 |  |  |           |           |           |

#### Metade inferior
|  | Segunda fase | Segunda fase                | Segunda fase |  |  | Oitavas de final | Oitavas de final            | Oitavas de final            |    |   | Quartas de fnal             | Quartas de fnal    | Quartas de fnal |  |  | Semifinal | Semifinal | Semifinal |
|  |              |                             |              |  |  |                  |                             |                             |    |   |                             |                    |                 |  |  |           |           |           |
|  |              |                             |              |  |  |                  |                             |                             |    |   |                             |                    |                 |  |  |           |           |           |
|  |              |                             |              |  |  | 3                | RUS Timur Arslanov          | 15                          |    |   |                             |                    |                 |  |  |           |           |           |
|  | 19           | CRO Bojan Jovanović         | 13           |  |  | 14               | UKR Klod Yunes              | 10                          |    |   |                             |                    |                 |  |  |           |           |           |
|  | 14           | UKR Klod Yunes              | 15           |  |  |                  |                             |                             |    | 3 | RUS Timur Arslanov          | 15                 |                 |  |  |           |           |           |
|  | 11           | ITA Lorenzo Nista           | 15           |  |  |                  | 6                           | FRA Vincent Simon           | 7  |   |                             |                    |                 |  |  |           |           |           |
|  | 22           | TUR Tevfik Burak Babaoğlu   | 8            |  |  | 11               | ITA Lorenzo Nista           | 6                           |    |   |                             |                    |                 |  |  |           |           |           |
|  | 27           | GER Niklas Uftring          | 5            |  |  | 6                | FRA Vincent Simon           | 15                          |    |   |                             |                    |                 |  |  |           |           |           |
|  | 6            | FRA Vincent Simon           | 15           |  |  |                  |                             |                             |    |   | 3                           | RUS Timur Arslanov | 15              |  |  |           |           |           |
|  | 7            | FRA Jean-Paul Tony Helissey | 15           |  |  |                  | 7                           | FRA Jean-Paul Tony Helissey | 10 |   |                             |                    |                 |  |  |           |           |           |
|  | 26           | GBR Richard Kruse           | 9            |  |  | 7                | FRA Jean-Paul Tony Helissey | 15                          |    |   |                             |                    |                 |  |  |           |           |           |
|  | 23           | FRA Baptiste Mourrain       | 7            |  |  | 10               | RUS Timur Safin             | 13                          |    |   |                             |                    |                 |  |  |           |           |           |
|  | 10           | RUS Timur Safin             | 15           |  |  |                  |                             |                             |    | 7 | FRA Jean-Paul Tony Helissey | 15                 |                 |  |  |           |           |           |
|  | 15           | GER Alexander Kahl          | 11           |  |  |                  | 18                          | RUS Dmitry Zherebchenko     | 8  |   |                             |                    |                 |  |  |           |           |           |
|  | 18           | RUS Dmitry Zherebchenko     | 15           |  |  | 18               | RUS Dmitry Zherebchenko     | 15                          |    |   |                             |                    |                 |  |  |           |           |           |
|  |              |                             |              |  |  | 2                | AUT René Pranz              | 8                           |    |   |                             |                    |                 |  |  |           |           |           |
|  |              |                             |              |  |  |                  |                             |                             |    |   |                             |                    |                 |  |  |           |           |           |